# Echinorhynchus sipunculus
Echinorhynchus sipunculus är en hakmaskart som beskrevs av Schrank 1788. Echinorhynchus sipunculus ingår i släktet Echinorhynchus och familjen Echinorhynchidae. Inga underarter finns listade i Catalogue of Life.